# NGC 408
NGC 408 ist ein Stern im Sternbild Fische.
Der Stern NGC 408 wurde am 22. Oktober 1867 von dem schwedischen Astronomen Per Magnus Herman Schultz entdeckt.